# Raaksbrug
De Raaksbrug  is een dubbele vaste brug in de Noord-Hollandse stad Haarlem, door deze uitvoering komt de benaming  Raaksbruggen ook voor. De brug overspant de plek waar de Zijlsingel en de Leidsevaart in elkaar overlopen en ligt in het verlengde van de Raaks, een voormalige gracht waarnaar de brug is vernoemd. 
De brug ligt in het verkeersknooppunt Zijlvest/Zijlsingel. Dit knooppunt leidt naar de belangrijke doorgaande verkeerroutes via de Wilhelminastraat, Leidsevaart, Zijlweg en de Kinderhuissingel.
Ter hoogte van de brug stroomde de Brouwersvaart, een beek vanuit de binnenduinrand, richting de stad Haarlem. Deze beek vervolgde zijn weg als de Haarlemse Beek via de Raaks naar het Spaarne. Aan het begin van deze beek bij de Raaks stonden de Raakstorens. Deze torens vormden een waterpoort, met daartussen een ketting gespannen, een raaks. Deze raaks diende om ongewenste schepen buiten de stad te houden.

## Geschiedenis
De Raaksbrug is in de 19e eeuw gebouwd. Ter hoogte van deze brug lag een haven waar de trekschuiten vertrokken en aankwamen die de trekvaart Haarlem-Leiden bediende. Net ten noordwesten van de Raaksbrug, op de plek waar sinds 2005 het Patronaat staat, lag een stalgebouw. In dit stalgebouw stonden de paarden die werden gebruikt voor de trekschuitdienst.

## Bushalte
Aan de centrumzijde van de brug bevindt zich een bushalte die de naam draagt van de brug. Hier stoppen de streeklijn 50 en R-netlijnen 340, 346 en 356.